# Stary Sosnowiec
Stary Sosnowiec to zachodnia dzielnica Sosnowca. Jako wieś, razem z miejscowościami Nowy Sosnowiec, Ostra Górka, Pogoń, Radocha, Sielec, Kuźnica, Środulka i osada Blumentala, zapoczątkował na mocy ukazu carskiego w 1902 r. miasto Sosnowiec.

## Położenie
Stary Sosnowiec graniczy od północy z historycznymi dzielnicami Milowice i Pogoń, od południowego wschodu ze Śródmieściem, z którym to granicę wyznacza biegnące w tym miejscu torowisko historycznej Kolei Warszawsko-Wiedeńskiej, a od zachodu z Katowicami. Obręb dzielnicy wywodzi się z przebiegu granic wsi Stary Sosnowiec, która do 1902 r. współtworzyła osadę fabryczną Sosnowice i została umownie wyodrębniona od innych dzielnic z terenu nowo powstałego miasta, zmieniając na przestrzeni czasu wielokrotnie swój obszar.
Pod koniec 1960 r., dzięki administracyjnej decyzji o zmianie granic miasta, Stary Sosnowiec został powiększony o fragment obszaru miasta Katowice. Przyłączenie terenów znajdujących się po drugiej stronie historycznej granicy Małopolski i Górnego Śląska, która przebiega na rzece Brynica, sprawiło, że Sosnowiec znalazł się na obszarze obu regionów. W miejscu tym funkcjonują dziś kompleks sportowo-rekreacyjny „Stawiki” oraz Stadion Ludowy, dla którego, po jego otwarciu w 1956 r., zmieniono przebieg granic, tak aby mógł znaleźć się w obrębie Sosnowca.
Południowo-zachodnią częścią dzielnicy przepływa rzeka Brynica, tworząc linię podziału z Katowicami w północnym jej przebiegu. Granicę północną Starego Sosnowca stanowi droga ekspresowa S86 (Katowice – Sosnowiec) oraz linia zlikwidowanego torowiska kolejowego Sosnowiec Główny – Rozkówka.   
W dzielnicy wyodrębnia się:
- osiedle Piastów[6]

## Zarys historyczny
- 1678 r. – pierwsze wzmianki o folwarku należącym do wsi Gzichów w powiecie będzińskim Księstwa Siewierskiego, którego właścicielem był Jan Mieroszewski herbu Ślepowron[7]
- 1736 r. – na mapie Księstwa Raciborskiego pojawia się nazwa osady Sosnowietz[8]
- 1853 r. – wybudowano fabrykę nawozów sztucznych Ignacego Niewiadomskiego[9]
- 1856 r. – mapa górnicza Jana Hempla przedstawia położoną nad Brynicą osadę Sosnowiec, która leży w pobliżu wsi Pogonia i Sielec oraz miasta Modrzejów[10]
- 1859 r. – otwarcie dworca kolejowego z komorą celną dla międzynarodowego połączenia z Ząbkowic do Szopienic, któremu pobliski folwark „Sosnowice” udzielił swojej nazwy[11]
- 1860 r. – Sosnowice, które w 1825 r. stały się poprzez małżeństwo własnością rodziny Siemieńskich,  zostają sprzedane Romanii Mycielskiej, a następnie w 1863 r. Chrystianowi Gustawowi von Kramsta[12]
- 1864 r. – w obszarze osady Sosnowice wyodrębniono wieś Stary Sosnowiec[13][14]
- 1880 r. – wyodrębnienie wsi Nowy Sosnowiec[14]
- 1883 r. – Sosnowice stają się własnością powołanej przez spadkobierców majątku von Kramsta spółki „Gwarectwo von Kramsta” z siedzibą w Katowicach, a następnie od 1890 r. Towarzystwa Kopalń i Hut Sosnowieckich[12]
- 1900 r. – stworzenie nadsołectwa sosnowieckiego z obszarów połączonych wsi Stary Sosnowiec, Nowy Sosnowiec oraz Pogoń[15]
- 1902 r. – wejście wsi Stary Sosnowiec, Nowy Sosnowiec, Pogoń, Sielec, Kuźnica, Ostra Górką oraz zabudowań Radocha, Środulka i majątku Abrama Blumentala w skład nowo utworzonego miasta Sosnowice, przemianowanego później na Sosnowiec[15]
- 14 lipca 1928 r. – uruchomienie połączenia tramwajowego na trasie do Szopienic[16]
- 7 grudnia 1933 r. – uruchomienie połączenia tramwajowego na trasie Śródmieście – Milowice
- 1960 r. – włączenie części obszaru Katowic do dzielnicy[4]
- Lata 1973–1978 r. – budowa osiedla Piastów[17]

## Oświata
W Starym Sosnowcu funkcjonują Akademia Humanitas w Sosnowcu, III Liceum Ogólnokształcące Mistrzostwa Sportowego im. Bolesława Prusa, Centrum Kształcenia Zawodowego i Ustawicznego, Szkoła Podstawowa nr 19 im. Marii Skłodowskiej-Curie, Szkoła Podstawowa nr 27, Szkoła Podstawowa nr 48 Mistrzostwa Sportowego, Przedszkole Miejskie nr 15, Przedszkole Miejskie nr 47, Zespół Żłobka i Klubów Dziecięcych nr 9, Prywatny Żłobek i Przedszkole "Bolek i Lolek" oraz Niepubliczny Żłobek "Elfik".

## Religia
W dzielnicy istnieją obiekty kultu i praktyk religijnych: parafia św. Rafała Kalinowskiego, parafia św. Andrzeja Boboli oraz parafia Najświętszego Serca Pana Jezusa, które należą do rzymskokatolickiej diecezji sosnowieckiej, klasztor Karmelitanek Dzieciątka Jezus, a także prawosławna parafia Świętych Wiery, Nadziei, Luby i matki ich Zofii, należąca do diecezji łódzko-poznańskiej.

## Miejsca pamięci

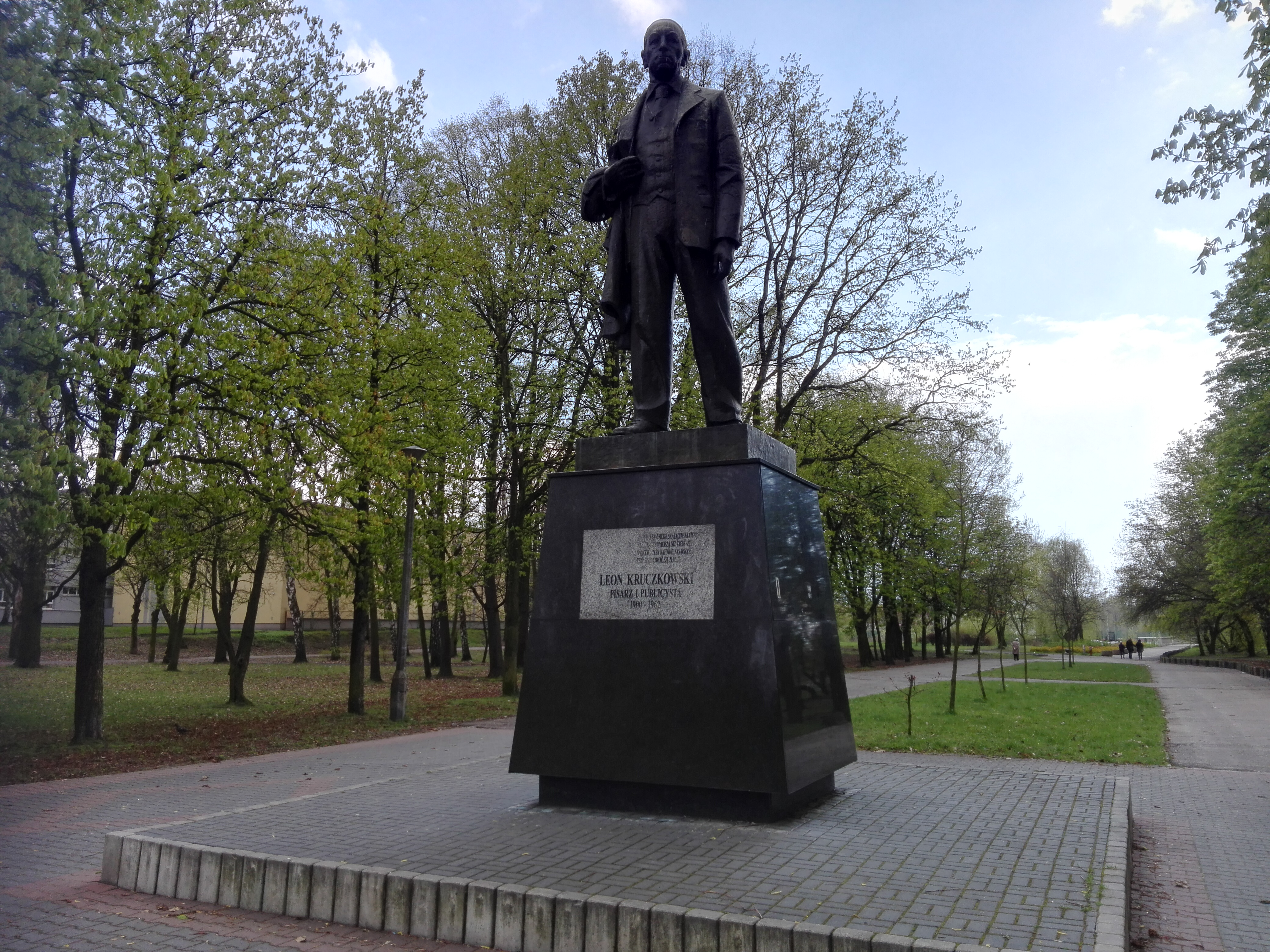
Pomnik Leona Kruczkowskiego

W Starym Sosnowcu znajdują się miejsca upamiętnienia historycznych faktów i wydarzeń. Dnia 15 października 1980 r. w Starym Sosnowcu został odsłonięty pomnik Leona Kruczkowskiego, a Park Kresowy, w którym go wzniesiono  nazwano od jego imienia. W wyniku działań dekomunizacyjnych jego nazwę  przemianowano na Park im. porucznika pilota Jana Fusińskiego. Pomnik zachowano, uznając go za muzealny eksponat. W 1992 r. w pobliżu mostu na Brynicy przy ulicy Jana Sobieskiego umieszczono tablicę upamiętniającą, która nawiązywała do wydarzeń z 22 czerwca 1922 r., kiedy to w wyniku III Powstania Śląskiego i decyzji o ustaleniu przebiegu granic na Górnym Śląsku nastąpiło uroczyste wkroczenie wojsk polskich na tereny przyznane przez międzynarodowy arbitraż. Powitanie na moście w Szopienicach przeszło do historii, stając się jednym z symboli powrotu Śląska do Macierzy. W 2024 r. tablica została  zdemontowana i zastąpiona nową o rozbudowanej treści. W 1993 r. w obecności przedstawicieli władz samorządowych odsłonięto tablicę na budynku Szkoły Podstawowej nr 19 przy ulicy Składowej 5, która informuje o tym, że do 1939 r. mieściło się w nim gimnazjum handlowe, a od 1941 r. obóz przejściowy dla osób wysłanych do obozów pracy i obozów koncentracyjnych. Przy ulicy Odrodzenia 7 na ścianie budynku, w którym w latach 1920–1942 mieścił się Żydowski Sierociniec im. Henryka Libermana, znajduje się tablica potwierdzająca ten fakt. W 2006 r. w gmachu szkoły przy ulicy Marszałka Józefa Piłsudskiego 114 umieszczono tablicę poświęconą porucznikowi Wacławowi Stacherskiemu pseudonim "Nowina", wychowankowi Liceum im. Bolesława Prusa w Sosnowcu, komendantowi Inspektoratu Armii Krajowej w Katowicach, zamordowanemu 18 września 1944 r. w komorze gazowej KL Auschwitz.   

## Obiekty i miejsca

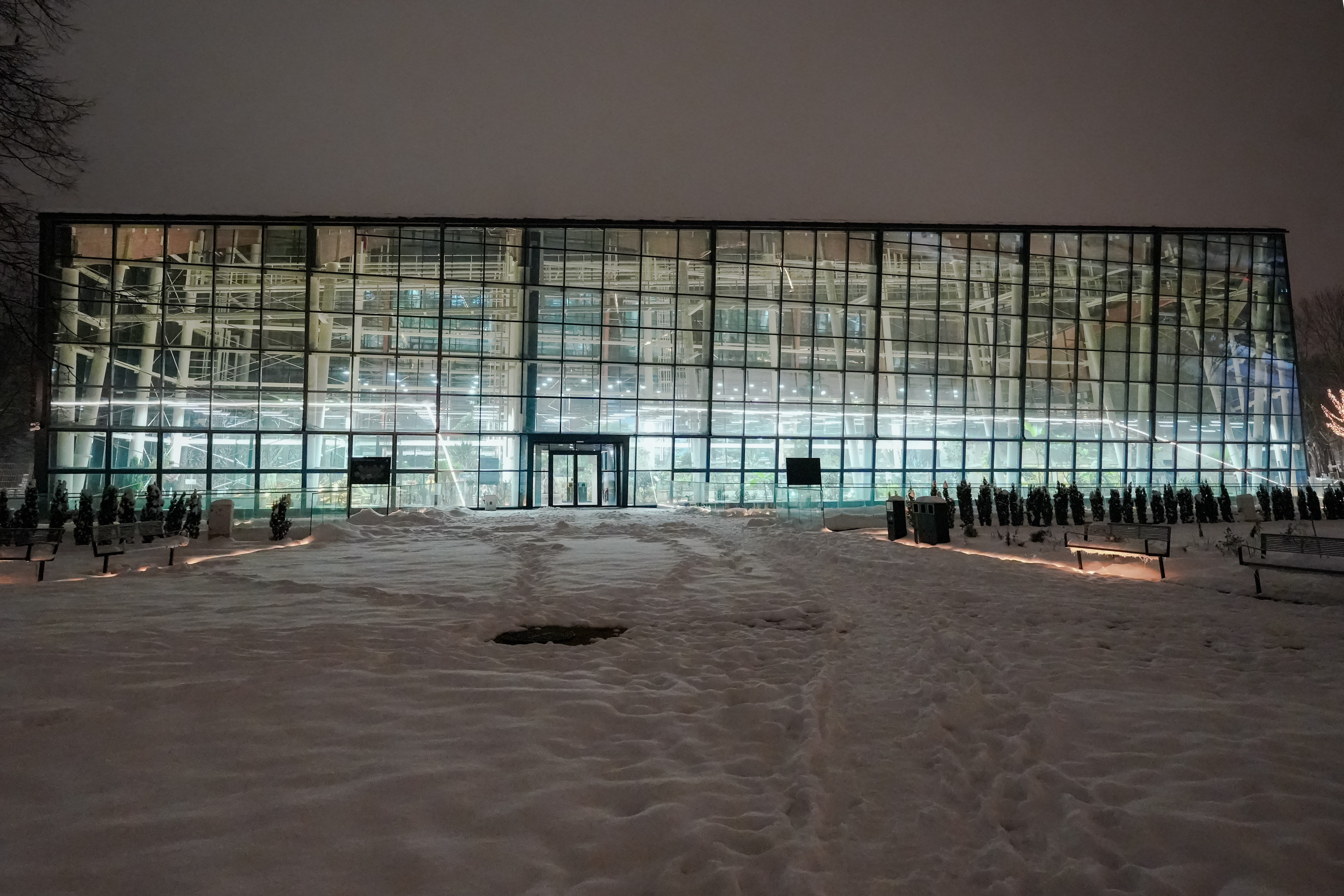
Centrum Edukacji Ekologicznej Egzotarium, Sosnowiec (2023)

- Centrum Edukacji Ekologicznej-Egzotarium przy ulicy Marszałka Józefa Piłsudskiego 116
- Kompleks sportowo-rekreacyjny „Stawiki”
- Stadion Ludowy przy ulicy Kresowej 1
- Stadion Lekkoatletyczny im. Stefana Płatka przy alei Józefa Mireckiego 4[27]
- Muzeum Domu Macierzystego Zgromadzenia Sióstr Karmelitanek Dzieciątka Jezus